# Negasilus belli
Negasilus belli là một loài ruồi trong họ Asilidae. Negasilus belli được Curran miêu tả năm 1934. Loài này phân bố ở vùng Tân Bắc giới.